# Dactylioceras
Ne pas confondre avec Dactyloceras : un genre de papillons de nuit de la famille des Brahmaeidae.
Genre
Dactylioceras (du grec ancien δακτύλιοκερας « doigt cornu ») est un genre fossile d'ammonites (mollusques céphalopodes) du Jurassique inférieur qui existait au Toarcien inférieur et moyen il y a environ 180 Ma (millions d'années).

## Historique
Le genre Dactylioceras est décrit en 1867 par Alpheus Hyatt. 

### Fossiles
Selon Paleobiology Database en 2025, le nombre de collections référencées de fossiles est de trois-cent-soixante-sept. Ces collections sont de l'Hettangien au Planulata du Jurassique inférieur, c'est-à-dire datent de 201,4 à 179,3 Ma avant notre ère.

## Description
La coquille présente un enroulement dit « serpenticône » avec de nombreux tours très peu recouvrants, présente des côtes et parfois des tubercules.

## Répartition
Dactylioceras était un genre très répandu, dont on retrouve les fossiles sur plusieurs continents. Le genre est fréquent en Europe : Allemagne (Jura souabe), en Angleterre (Yorkshire), au Luxembourg, en Espagne, en France dans la Sarthe, le Calvados, la Bourgogne, le Poitou…

## Espèces
- Dactylioceras commune Sowerby, 1815 (la plus courante des Dactylioceras comme son nom l'indique)
- D. alpestre Wiedenmayer, 1980
- D. angumum
- D. annuliferum
- D. athleticum Simpson, 1855
- D. attenuatum
- D. comptum
- D. crassifactum
- D. crassiusculosum
- D. crosbeyi
- D. gracile
- D. hollandrei
- D. kanense
- D. marioni
- D. pseudocommune
- D. semiannulatum
- D. semicelatum
- D. simplex
- D. tenuicostatum

## Biostratigraphie
Les espèces du genre Dactylioceras ont un rôle important dans la biozonation du Toarcien inférieur et moyen.

## Galerie

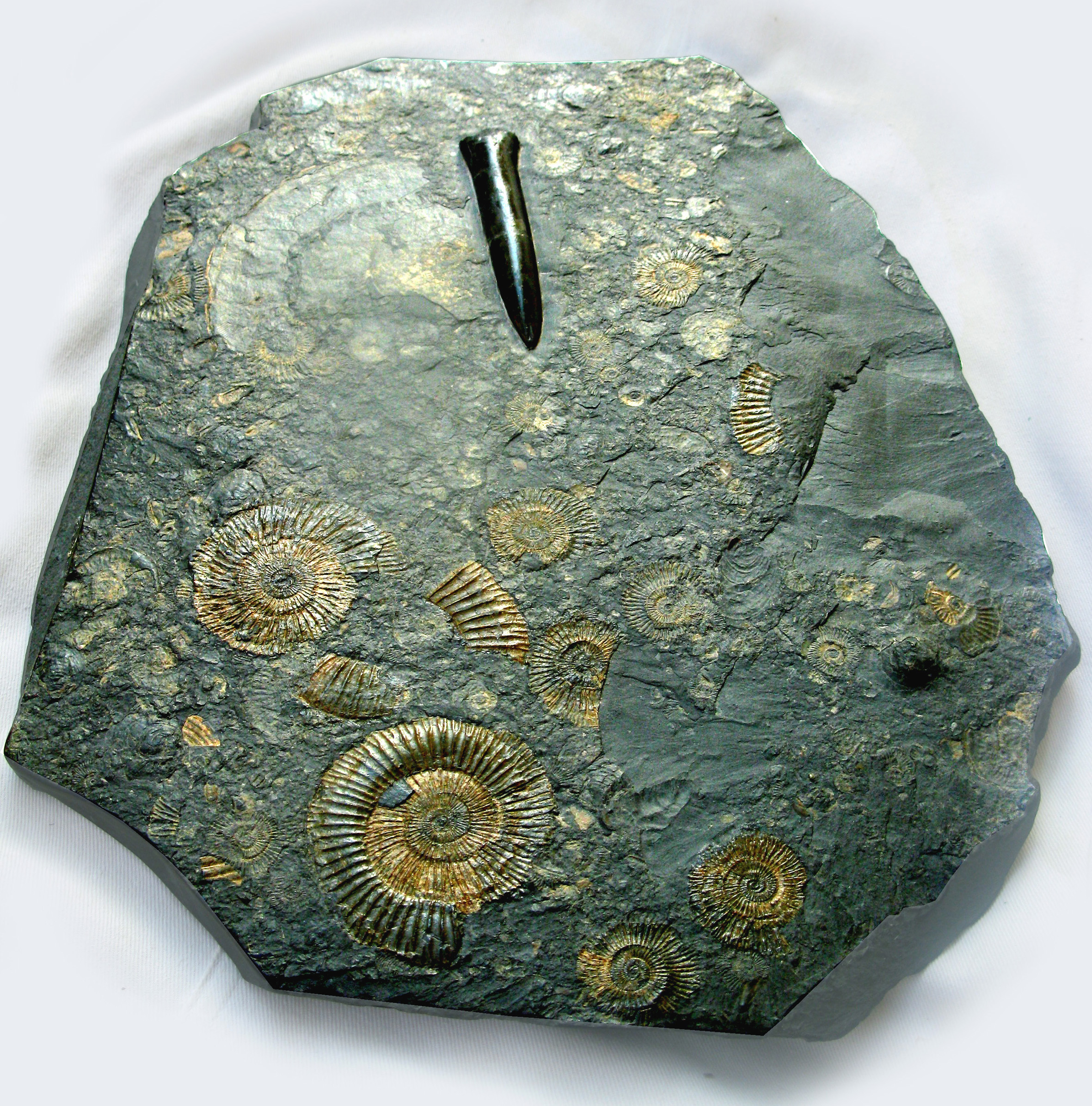
Dactylioceras et Bélemnite, calcaire noir de Holzmaden (Jura souabe).
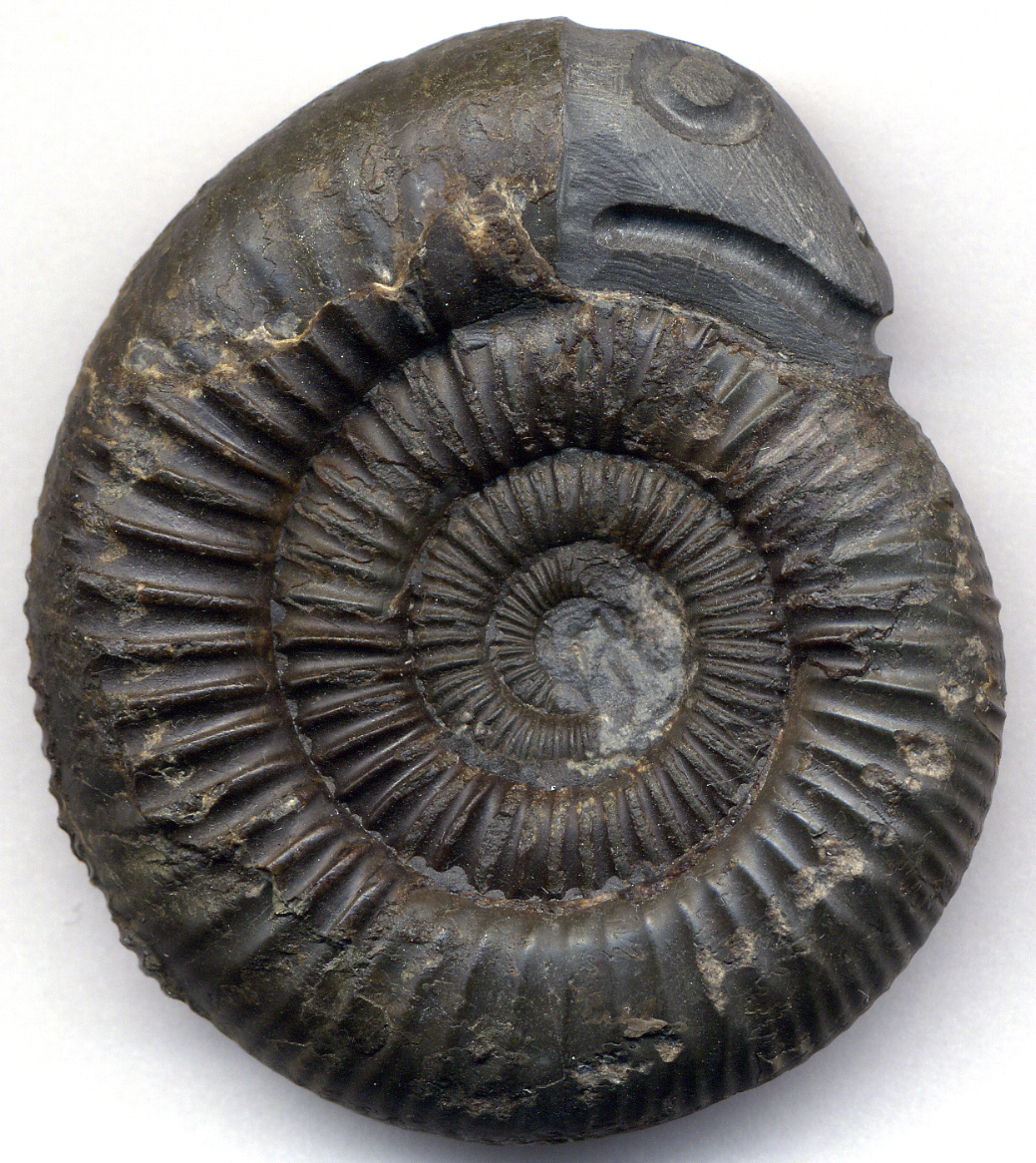
Ce Dactylioceras du Yorkshire a été sculpté en « serpent » pour évoquer la légende de Hilda de Whitby (VIIe siècle).
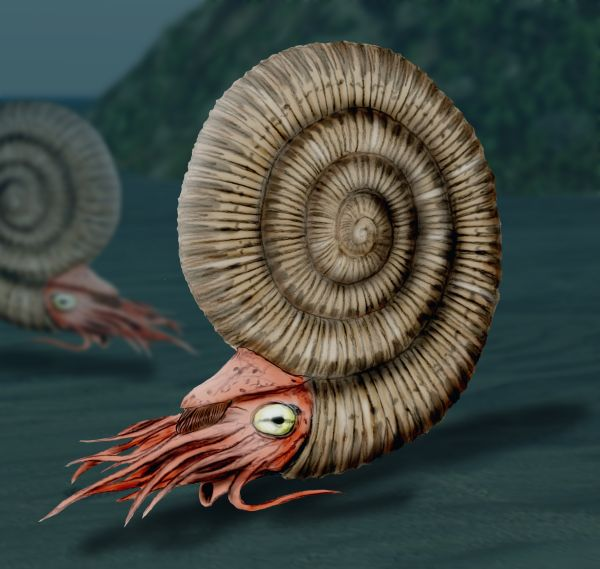
Restitution paléoartistique de l'animal par Nobu Tamura.